# Taça Continental de Hóquei em Patins de 2017
A Taça Continental de Hóquei em Patins de 2017 foi a 37º edição da Taça Continental de Hóquei em Patins organizada pela CERH, este ano com um novo modelo disputada com os finalistas da Liga Europeia de Hóquei em Patins de 2016–17 e da Taça CERS de 2016–17.

## Jogos

### Meia final
| 14 Out 2017 | OC Barcelos                                                      | 2 - 4(a.p.) | UD Oliveirense | PALABARSACCHI                            |
| 18h00       | 1-1 Mário Rodrigues "Marinho "19' 1ªP 2-1 Ruben Sousa GP 14' 2ªP | [ 1 ]       | 0-1 Jordi Bargallo GP 2' 1ªP 2-2 João Souto 24´2ªP --- PROLONGAMENTO --- 2-3 João Souto 2ªP Pr 2-4 Jordi Bargalo LD 10ªF 2ªP Pr | Árbitro: Josep Antoni Ribó Ivan Gonzalez |

| 14 Out 2017 | Reus Deportiu                                             | 2 - 1 | CGC Viareggio                | PALABARSACCHI                     |
| 21h00       | 1-0 Alex Rodríguez 14' 1ªP 2-1 Raul Marín LD 10ªF 23' 1ªP | [ 2 ] | 1-1 Mirko Bertolucci 19' 1ªP | Árbitro: José Pinto Paulo Almeida |

### Final
| 15 Out 2017 | UD Oliveirense | 7 - 4 | Reus Deportiu                                                                                                 | PALABARSACCHI                                     |
| 19h30       | 1-0 João Souto 6' 1ªP 2-1 Jepi Selva 16' 1ªP 3-1 Pablo Cancela 23' 1ªP 4-1 Ricardo Barreiros 0'27 2ªP 5-2 João Souto 3' 2ªP 6-3 Pedro Moreira 8' 2ªP 7-4 Pedro Moreira 12' 2ªP |       | 1-1 Albert Casanovas 13' 1ªP 4-2 Joan Salvat 2' 2ªP 5-3 Alex Rodríguez 8' 2ªP 6-4 Albert Casanovas GP 10' 2ªP | Árbitro: Alessandro Eccelsi Massimiliano Carmazzi |